# Herre, förbarma dig (Graduale Romanum I)
Herre, förbarma dig från Graduale Romanum I är ett moment i den kristna mässan som heter Kyrie och den är skriven på 900-talet.

## Publicerad i
- Graduale Romanum I
- Bjuråkerhandskriften
- Höghandskriften
- Liber Cantus (Växjö)
- Liber Cantus (Uppsala)
- 1697 års koralbok under The Swenska Mässan - Kyrie Paschale.
- Musiken till Svenska Mässan 1897.
- Den svenska mässboken 1942, del 1.
- Gudstjänstordning 1976, del II Musik.
- Den svenska kyrkohandboken 1986 under Herre, förbarma dig.